# Бжузкі (Західнопоморське воєводство)
Бжузкі (пол. Brzózki) — село в Польщі, у гміні Нове Варпно Полицького повіту Західнопоморського воєводства.
Населення — 223 особи (2011).

## Демографія
Демографічна структура станом на 31 березня 2011 року:
|          | Загалом | Допрацездатний вік | Працездатний вік | Постпрацездатний вік |
| -------- | ------- | ------------------ | ---------------- | -------------------- |
| Чоловіки | 111     | 22                 | 80               | 9                    |
| Жінки    | 112     | 19                 | 74               | 19                   |
| Разом    | 223     | 41                 | 154              | 28                   |